# Metelectrona herwigi
Metelectrona herwigi är en fiskart som beskrevs av Hulley, 1981. Metelectrona herwigi ingår i släktet Metelectrona och familjen prickfiskar. Inga underarter finns listade i Catalogue of Life.